# Österhaninge
Österhaninge este o localitate din comuna Haninge, comitatul Stockholms län, provincia Södermanland, Suedia, cu o suprafață de 0,39 km² și o populație de 131 locuitori (2010).

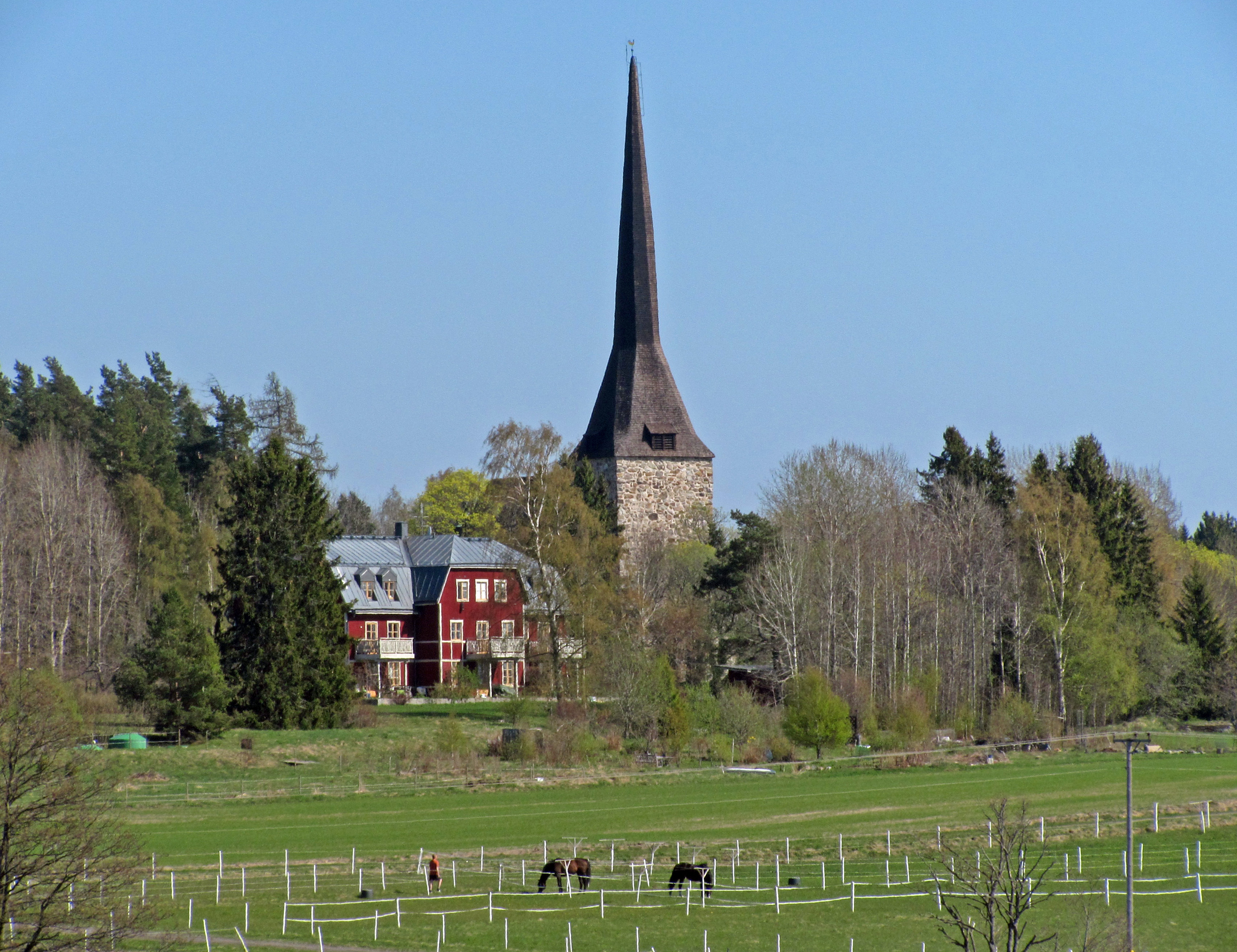
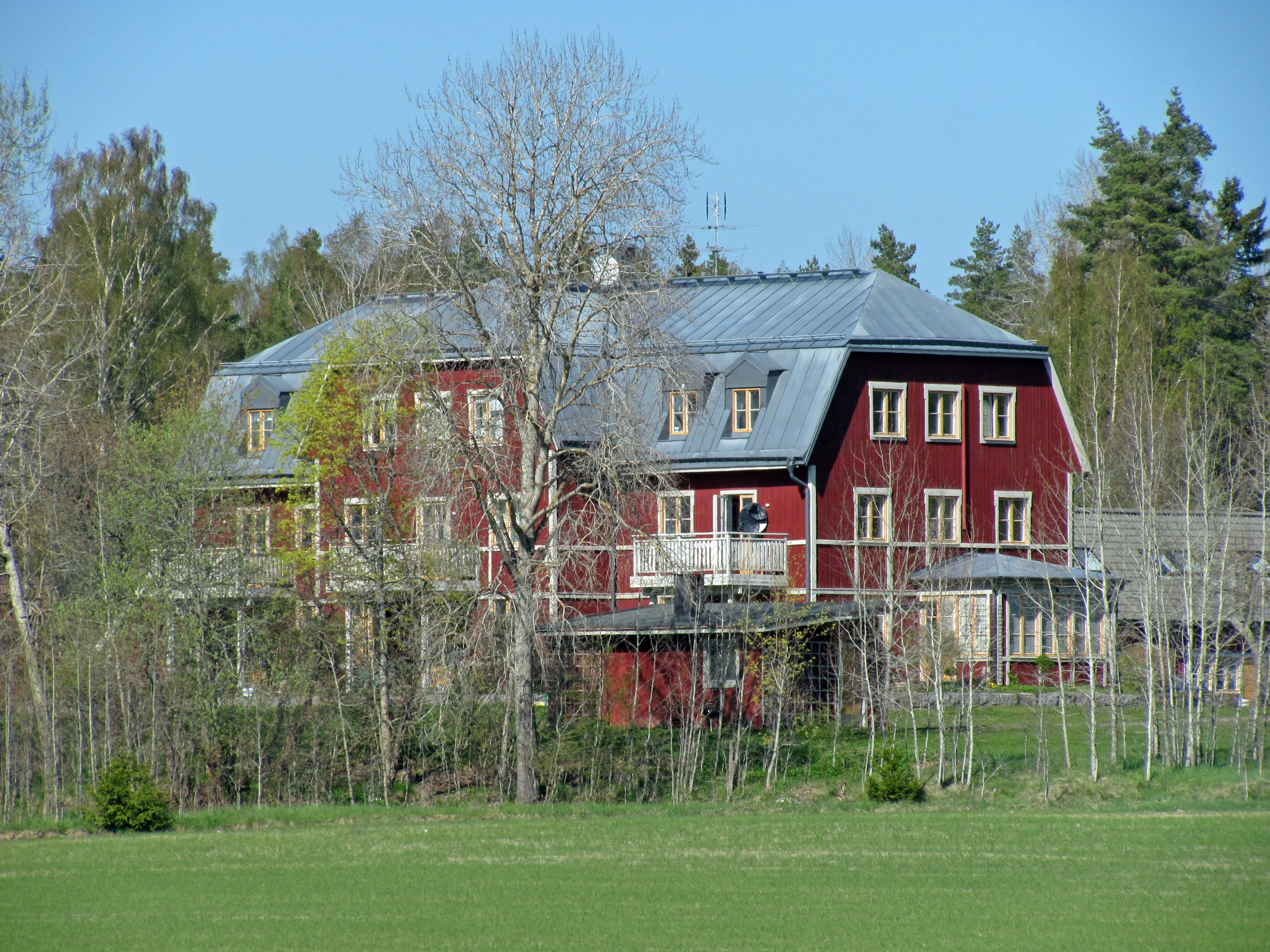